# Ларіларі
Ларіларі (груз. ლარილარი) — село в Грузії.
За даними перепису населення 2014 року в селі проживає 83 особи. Вододіл річок Ненскрі і Накрі розташований біля підніжжя південно-західного схилу хребта Шдавлер, на лівому березі річки Ненскрі. 880 м над рівнем моря, 75 км від Местії.